# Зеленцовське сільське поселення
Зеленцо́вське сільське поселення (рос. Зеленцовское сельское поселение) — сільське поселення у складі Нікольського району Вологодської області Росії.
Адміністративний центр — присілок Зеленцово.

## Населення
Населення сільського поселення становить 937 осіб (2019; 1266 у 2010, 1749 у 2002).

## Історія
Станом на 2002 рік існували Зеленцовська сільська рада (присілки Березово, Висока, Зеленцово, Красавино, Люльково, Малиновка, Рокуново, Синицино, Сирково, Слуда, Чорнушка)  та Мілофановська сільська рада (присілки Виноград, Герасимово, Каменка, Качуг, Красавино, Лисицино, Мілофаново, Перебор, Сенино, Скочково, Уріцьке, Шилово, Широка, селище Шарженга).
1 квітня 2013 року ліквідовано Мілофановське сільське поселення (колишня Мілофановська сільрада), його територія приєднана до складу Зеленцовського сільського поселення (колишня Зеленцовська сільрада).
2022 року ліквідовано присілок Шилово.

## Склад
До складу сільського поселення входять:
| Населений пункт      | Населення, осіб (2002) | Населення, осіб (2010) |
| -------------------- | ---------------------- | ---------------------- |
| Березово, присілок   | 92                     | 60                     |
| Виноград, присілок   | 34                     | 5                      |
| Висока, присілок     | 15                     | 9                      |
| Герасимово, присілок | 0                      | 0                      |
| Зеленцово, присілок  | 353                    | 277                    |
| Каменка, присілок    | 21                     | 16                     |
| Качуг, присілок      | 31                     | 35                     |
| Красавино, присілок  | 2                      | 0                      |
| Красавино, присілок  | 86                     | 68                     |
| Лисицино, присілок   | 50                     | 34                     |
| Люльково, присілок   | 190                    | 148                    |
| Малиновка, присілок  | 36                     | 33                     |
| Мілофаново, присілок | 131                    | 90                     |
| Перебор, присілок    | 23                     | 9                      |
| Рокуново, присілок   | 133                    | 80                     |
| Сенино, присілок     | 52                     | 23                     |
| Синицино, присілок   | 34                     | 28                     |
| Сирково, присілок    | 56                     | 42                     |
| Скочково, присілок   | 79                     | 50                     |
| Слуда, присілок      | 81                     | 65                     |
| Урицьке, присілок    | 35                     | 28                     |
| Чорнушка, присілок   | 0                      | 0                      |
| Шарженга, селище     | 189                    | 145                    |
| Шилово, присілок     | 0                      | 0                      |
| Широка, присілок     | 26                     | 21                     |